# Dieter Eckstein
Dieter „Eckes“ Eckstein (* 12. März 1964 in Kehl) ist ein ehemaliger deutscher Fußballspieler.

## Sportliche Laufbahn

### Vereinskarriere
Ecksteins erster Fußballverein war in seiner Geburtsstadt der Kehler FV. Von dort wechselte er 1983 zum 1. FC Nürnberg. Zunächst wurde er bei dessen Amateuren eingesetzt, mit denen er 1984 den Bayernliga-Aufstieg schaffte, wozu er 31 Tore beitrug. Eckstein spielte dann als Stürmer in der Fußball-Bundesliga für den 1. FC Nürnberg, Eintracht Frankfurt und den FC Schalke 04. Außerdem war er von 1995 bis 1998 für West Ham United in England, in der 2. Fußball-Bundesliga für den SV Waldhof Mannheim, den FC Winterthur in der Schweiz und den FC Augsburg in der Regionalliga Süd, in der er Torschützenkönig wurde, aktiv. Seine Karriere beendete er bei der SG Post/Süd Regensburg.
Er spielte insgesamt 289-mal in der Fußball-Bundesliga und erzielte dabei 84 Tore.

### 1. FC Nürnberg
Eckstein absolvierte in der Saison 1984/85 37 Zweitligaspiele, in denen er 13 Treffer markierte, und stieg mit dem Club als Meister der zweiten Liga in die Bundesliga auf. Von 1985 bis 1988 und von 1990 bis 1994 spielte er 189-mal in der Erstligamannschaft und erzielte dabei 66 Tore. Damit ist er hinter Heinz Strehl der Bundesliga-Torschütze mit der zweithöchsten Trefferzahl beim Club.
- Erfolge: Bundesliga-Aufstieg 1985, Platz 5 1988

### Eintracht Frankfurt
Zwischen 1988 und 1991 erzielte er in 70 Spielen für Eintracht Frankfurt 14 Tore.
- Erfolge: Dritter 1990

### FC Schalke 04
Bei einem kurzen Gastspiel bei Schalke 04 von 1993 bis 1995 erzielte er in 30 Spielen vier Tore.

### Weitere Stationen
Einer Station bei West Ham United, bei denen er allerdings nicht eingesetzt wurde, folgte ein Engagement beim SV Waldhof Mannheim in der Zweiten Bundesliga. Dort traf er in 21 Saisoneinsätzen der Spielzeit 1995/96 lediglich einmal ins gegnerische Tor. Sein Weg führte dann über den Schweizer Verein FC Winterthur, für den er in der Qualifikationsrunde acht Tore in elf Spielen erzielte, zum damals in der Regionalliga Süd antretenden FC Augsburg. Dort stehen in 48 Partien der Spielzeiten 1996/97 und 1997/98 26 Treffer für Eckstein zu Buche. Am Ende seiner Laufbahn war er 1998/99 in der Oberliga Bayern für die SG Post/Süd Regensburg aktiv, für die er weitere sieben Tore in 32 Einsätzen erzielte.

### Auswahleinsätze
Für die deutsche U-21-Nationalmannschaft kam Eckstein zwischen 1985 und 1986 zu sechs Einsätzen und erzielte dabei vier Tore. Für die Olympiaauswahl kam er in den Jahren 1987 und 1988 zu insgesamt drei Einsätzen. In der A-Nationalmannschaft spielte er von 1986 bis 1988 siebenmal. Beim 1988 in Berlin ausgetragenen Vier-Länder-Turnier traf er für Deutschland im Elfmeterschießen gegen Schweden. 1988 stand er im Kader der deutschen Fußballnationalmannschaft bei der Fußball-Europameisterschaft in Deutschland.

## Trainerlaufbahn
Nach dem Ende seiner Karriere begann er seine Trainerkarriere in Schwaben und Franken. Es folgten Stationen als Cheftrainer beim TSV Neusäß, dem SV Heidingsfeld, dem FC Erzberg-Wörnitz, dem FSV Weißenbrunn, dem FC Dombühl, dem TSV Hainsfarth, dem TSV 08 Dürrwangen und zuletzt der DJK/SV Mitteleschenbach in der A-Klasse Frankenhöhe. Als Trainer des TSV Dürrwangen führte er den Verein in der Spielzeit 2009/10 zum Aufstieg in die Kreisliga Frankenhöhe. Seit November 2013 trainiert er die Herrenmannschaften der SpVgg Steinachgrund in der Kreisklasse 3 Kreis Nürnberg/Frankenhöhe. Er assistiert zudem dem ehemaligen Profi Helmut Rahner als Jugendkoordinator der SpVgg Steinachgrund.
Im April 2017 wurde er Co-Trainer seines Waginger Nachbarn, Werner Lorant, beim abstiegsbedrohten Union Hallein in der viertklassigen Salzburger Liga. Nachdem der Klassenerhalt geschafft war und sich Lorant wieder verabschiedete, wurde Eckstein zur neuen Saison Cheftrainer, hielt sich aber nur bis Oktober. Der österreichische Ex-Nationalspieler Thomas Eder wurde sein Nachfolger.
In der Saison 2018/19 war er Cheftrainer beim Kreisklasseteam SV Laufen im Landkreis Berchtesgadener Land.

## Privates
Als Eckstein 11 Jahre alt war, starb sein Vater, seine Mutter, als er 14 Jahre war. Fortan wuchs er bei Pflegeeltern auf. 1988 starb sein sieben Wochen alter Sohn am plötzlichen Kindstod. Eckstein erkrankte im Jahr 2001 an Hodenkrebs, den er besiegte. Im Februar 2001 erlitt er während eines Hallenspiels in Neusäß einen Herzinfarkt und lag fünf Tage im Koma. Bei einem Benefiz-Fußballspiel von Prominenten im Rahmen der Charity Aktion Sternstunden des Bayerischen Rundfunks in Regensburg erlitt Eckstein am 1. Juli 2011 einen Herzstillstand und musste in der Folge reanimiert werden.
Heute lebt er im mittelfränkischen Dürrwangen und betreibt eine Fußballschule für Kinder und Jugendliche. Als Trainer und Spieler in mehreren regionalen Vereinen, u. a. in Dombühl, Erzberg und Dürrwangen, ist er in seiner mittelfränkischen Fußballheimat weiter aktiv.
Eckstein ist zusammen mit einer Reihe weitere ehemaliger Profi-Fußballspieler des 1. FC Nürnberg Mitglied des Traditionsteams des 1. FC Nürnberg und Anhänger des Clubs. Mit diesen leitet er in Wörnitz mit den ehemaligen Kollegen wie Jörg Dittwar, Bernd Hobsch, Armin Eck, Fred Klaus und Martin Schneider die Allstar-Fußballschule für Kinder und Jugendliche.